# Okinawa-Graben

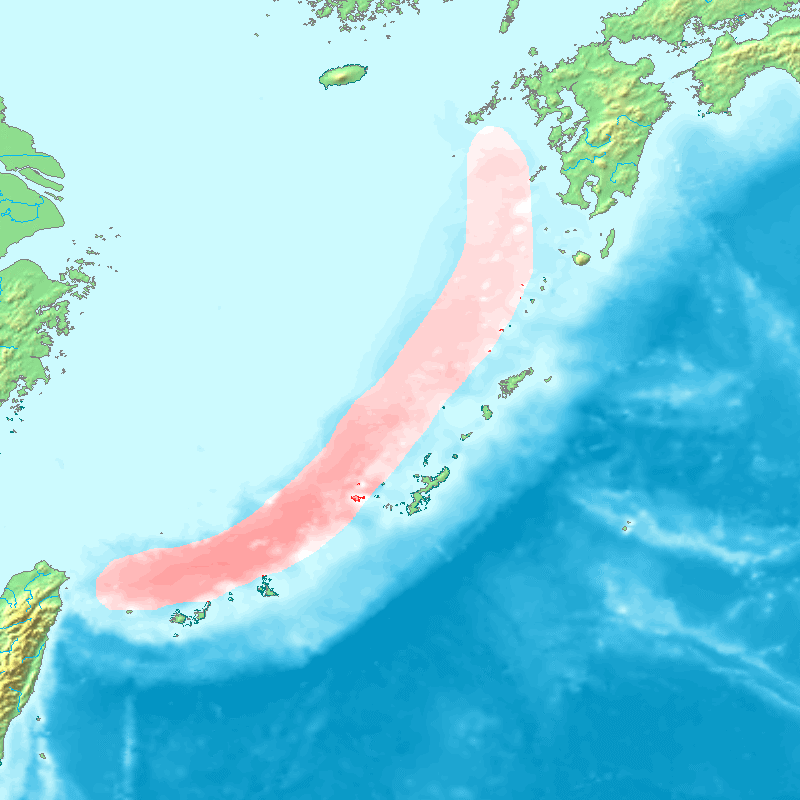
Lage des Okinawa-Grabens

Der Okinawa-Graben ist ein langgestreckter Graben parallel zu den Ryūkyū-Inseln. Er bildet ein aktives, anfängliches Back-Arc-Rifting-Becken, das sich hinter dem wesentlich tieferen Ryukyu-Bogengrabensystem im Westpazifik gebildet hat. Er entstand dort, wo die philippinische Meeresplatte unter die Eurasische Platte abtaucht.

## Geographie
Der Tiefseegraben verläuft entlang dem Ostrand des Ostchinesischen Meeres. Der etwa 1000 km lange Graben reicht von Taiwan im Süden bis zur japanischen Insel Kyūshū im Norden. Ein größerer Abschnitt des Grabens erreicht Tiefen von mehr als 1000 m. Die maximale Tiefe liegt bei 2716 m.